# X̂
X̂, x̂ 是一个有一揚抑符的拉丁字母X。
該字母乃是在阿留申語和海達語按照美國阿拉斯加州於1972年發表的《阿拉斯加原住民語言中心正寫法》而使用的字母，代表着清小舌擦音（國際音標以⟨χ⟩代表此音）或近似的音位。舉例說：在白令島的阿留申語的「10」拼作，而若使用從前俄羅斯帝國時期的西里爾字母來拼寫，這個字母會被寫成在
 Kha 上加上一個上下反轉的短音符。

## 表示方式
這個字母是一個複合字母，在Unicode仍然未有單獨的區位碼，要以下列方式來表示：
- 複合字符 (基本拉丁文 + 結合附加符號) :

| 形式 | 表示 | 字符串 | 區位碼        | 描述                 |
| ---- | ---- | ------ | ------------- | -------------------- |
| 大寫 | X̂    | X◌̂     | U+0058 U+0302 | 大寫拉丁字母X 揚抑符 |
| 小寫 | x̂    | x◌̂     | U+0078 U+0302 | 小寫拉丁字母x 揚抑符 |